# Bela cycladensis
Bela cycladensis é uma espécie de gastrópode da família Mangeliidae.